# Entraigas (Avairon)
Entraigas (francès Entraygues-sur-Truyère) és un municipi del departament francès de l'Avairon, a la regió d'Occitània. En aquest poble conflueixen els rius Truyère i Òlt.